# Visceral Games
Visceral Games — колишній американський розробник відеоігор, що базувався в Редвуд-Сіті та належав Electronic Arts. Студія була заснована в 1998 році в Редвуд-Шорс і до 2008-го займалася розробкою переважно ліцензованих ігор за мотивами фільмів та іншої продукції. Студія створила серію Dead Space, а також розробила Battlefield Hardline. В останні роки, коли Visceral працювала над пригодницьким бойовиком Project Ragtag за мотивами «Зоряних війн», чимало ключових співробітників пішли зі своїх посад, у той час як деяких інших було звільнено. Electronic Arts скасувала Ragtag і закрила Visceral Games восени 2017 року.

## Історія

### EA Redwood Shores (1998—2009)

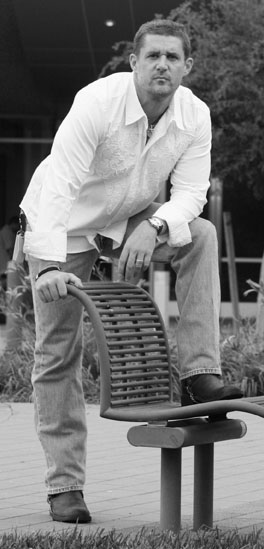
Глен Скофілд, колишній віцепрезидент і генеральний директор Visceral Games, а також співтворець Dead Space.

У 1998 році, Electronic Arts (EA) перебазувалася із Сан-Матео до нової корпоративної штаб-квартири, побудованої в Редвуд-Шорс. EA заснувала в цьому місці студію під назвою EA Redwood Shores, яка діяла в рамках спільного підрозділу EA Games.
Першою грою Redwood Shores стала Future Cop: LAPD, яка була випущена в 1998 році. Подальші проєкти, випущені до 2008 року, були переважно ліцензованими іграми за мотивами фільмів та іншої продукції. За словами дизайнерів Бена Ваната й Райта Багвелла, EA не прагнула створювати оригінальну інтелектуальну власність у той час, тоді як студія просувала ідею розробки продовження System Shock, а Глен Скофілд, віцепрезидент і генеральний директор Redwood Shores, намагався умовити керівників EA дозволити їм зайнятися цим проєктом. Попри те, що вони мали напрацювання ігрового процесу та ідеї для System Shock, усе змінилося після випуску Resident Evil 4 від Capcom у 2005 році, яка отримала високі оцінки критиків і здобула комерційний успіх. За словами Ваната й Багвелла, Resident Evil 4 не тільки змінила їхні ідеї щодо гри System Shock, а й допомогла Скофілда переконати керівництво EA дозволити їм розробити нову гру, яка пізніше отримала назву Dead Space.

### Visceral Games (2009—2017)
Dead Space була випущена в жовтні 2008 року та отримала визнання критиків. Наступного року було зроблено ребрендинг EA Redwood Shores, унаслідок чого студія змінила назву і стала Visceral Games. Водночас вона була виведена з EA Games і стала самостійним підрозділом під керуванням EA, а також першою «жанровою» студією компанії, що зосередилася на розробці бойовиків від третьої особи на зразок Dead Space. Також було відкрито два допоміжних підрозділи: Visceral Montreal в Монреалі, Канада, де розташовувалася EA Montreal, і Visceral Melbourne в Мельбурні, Австралія.
У 2009 році, під час розробки Dante's Inferno за мотивами «Божественної комедії», Visceral оголосила про плани щодо створення гри The Ripper, натхненної Джеком Різником. У підсумку, The Ripper була скасована на ранніх стадіях розробки, так само як і її багатокористувацький спіноф, який розроблявся Visceral Melbourne. У вересні 2011 року, мельбурнський підрозділ було закрито.
Після випуску Dante's Inferno у 2010 році, яка отримала неоднозначні відгуки, студія повернулася до серії Dead Space і розробила другу частину, яка була випущена у 2011 році. Dead Space 2 також отримала схвальні відгуки критиків, але у 2017 році з'ясувалося, що EA вважала гру фінансовим провалом; після закриття Visceral, колишній дизайнер рівнів Зак Вілсон підрахував, що при витратах на розробку приблизно 47 млн $ і еквівалентному маркетинговому бюджеті, ЕА не окупила витрати, маючи 4 млн проданих копій гри.
Visceral продовжила роботу над наступною грою, Dead Space 3, яку вони хотіли зробити на зразок першої частини, але, за словами Ваната, EA висловила побоювання з цього приводу і, серед інших великих змін, попросила команду додати кооперативний режим. Ванат заявив, що чинився тиск, щоби зробити гру швидше й залучити ширшу аудиторію — підхід, який розходився з корінням серії в жанрі жахів. Попри те, що гра отримала загалом схвальні відгуки після випуску в лютому 2013 року, її продажі були набагато гірше, ніж Dead Space 2. У липні 2013 року, виконавчий віцепрезидент EA Патрік Содерлунд сказав, що, хоча вони все ще цінують серію Dead Space, Visceral не працюватиме над четвертою грою, а натомість буде розробляти два нових проєкти.
Visceral також розробила Army of Two: The Devil's Cartel спільно з Visceral Montreal, яка була випущена в березні 2013 року, після чого монреальський підрозділ було розформовано. Згодом, більша частина співробітників Visceral почала розробку Battlefield Hardline, яка була одним із двох нових проєктів студії; іншим проєктом, яким займалася решта команда, була гра під кодовою назвою Jamaica, що передбачала піратську оповідь у відкритому світі.

#### Останні роки
У квітні 2013 року Disney повідомила про закриття і розформування підрозділу LucasArts, який до цього займався розробкою ігор за мотивами «Зоряних війн». Колишні керівники LucasArts звернулися до Visceral з пропозицією найняти їхніх ключових співробітників і продовжити розробку Star Wars 1313, однак та відмовилася, запропонувавши натомість місця в команді розробників Jamaica. У травні, після укладення угоди між Disney та EA щодо розробки ігор, EA скасувала Jamaica на користь нової гри за мотивами «Зоряних війн», яка отримала кодову назву Yuma. У 2014 році уся команда Visceral Games була змушена зайнятися Battlefield Hardline через численні проблем у її розробці. Внаслідок цього, робота над Yuma була практично зупинена, а в підсумку гру скасували на користь Project Ragtag під керівництвом креативного директора Емі Генніг, яка приєдналася до Visceral у квітні.
В останні кілька років існування Visceral чимало її розробників пішли зі своїх посад, включно з аніматорами, художниками та програмістами. Ще під час розробки Hardline, працівники були незадоволені тим, що їм доводиться займатися шутером від першої особи, тоді як Visceral спеціалізувалася на шутерах від третьої особи. У квітні 2015 року, через кілька тижнів після випуску Hardline, генеральний директор Visceral Стів Папуцис пішов зі своєї посади; його місце зайняв старший продюсер Скотт Пробст, який заявив про те, що структура студії буде спрощена. Метою реструктуризації було мінімізування рівнів менеджменту і збільшення можливостей креативного відділу. На тлі цього, EA звільнила невелику кількість співробітників Visceral Games. Пізніше EA долучила до розробки Motive Studios та EA Vancouver через нестачу персоналу у Visceral.
У жовтні 2017 року EA повідомила про ліквідацію Visceral Games і перезапуск Project Ragtag студіями EA Worldwide на чолі з EA Vancouver. Останнім співробітникам студії, яких залишалося 70 осіб, були надані місця в інших проєктах і командах. Закриття Visceral призвело до падіння акцій EA майже на три відсотки і було сприйнято ігровою спільнотою як ознаку згасання інтересу видавців до створення однокористувацьких ігор та перехід до моделі «ігри як сервіс». Патрік Содерлунд заявив, що їхнє рішення ґрунтувалося на відгуках тестувальників щодо Ragtag і тенденціях ігрового ринку; він зазначив, що скасування було «креативним рішенням». Блейк Йоргенсен, фінансовий директор EA, сказав, що гра мала надто лінійний сюжет і це, на їхню думку, не цікавило споживачів, тоді як закриття Visceral насамперед було мірою економії. За визнанням одного з колишніх співробітників Visceral, закриття студії було «вбивством із милосердя».

## Список відеоігор
| Рік               | Назва                                         | Платформа(и)                                                                               |
| ----------------- | --------------------------------------------- | ------------------------------------------------------------------------------------------ |
| EA Redwood Shores |                                               |                                                                                            |
| 1998              | Future Cop: LAPD                              | Mac OS, Microsoft Windows, PlayStation                                                     |
| 1999              | CyberTiger                                    | PlayStation                                                                                |
| 1999              | Tiger Woods PGA Tour 2000                     | PlayStation                                                                                |
| 2000              | NASCAR Rumble                                 | PlayStation                                                                                |
| 2000              | Road Rash: Jailbreak                          | PlayStation                                                                                |
| 2000              | F1 Championship Season 2000                   | PlayStation 2                                                                              |
| 2001              | Tiger Woods PGA Tour 2001                     | PlayStation 2                                                                              |
| 2001              | Rumble Racing                                 | PlayStation 2                                                                              |
| 2001              | James Bond 007: Agent Under Fire              | GameCube, PlayStation 2, Xbox                                                              |
| 2002              | Tiger Woods PGA Tour 2002                     | PlayStation 2                                                                              |
| 2002              | Freekstyle                                    | PlayStation 2, GameCube                                                                    |
| 2002              | Tiger Woods PGA Tour 2003                     | GameCube, PlayStation 2, Xbox                                                              |
| 2003              | Tiger Woods PGA Tour 2004                     | GameCube, PlayStation 2, Xbox                                                              |
| 2003              | The Lord of the Rings: The Return of the King | Microsoft Windows, PlayStation 2, GameCube, Xbox                                           |
| 2004              | James Bond 007: Everything or Nothing         | GameCube, PlayStation 2, Xbox                                                              |
| 2004              | Tiger Woods PGA Tour 2005                     | GameCube, PlayStation 2, Xbox                                                              |
| 2004              | The Lord of the Rings: The Third Age          | GameCube, PlayStation 2, Xbox                                                              |
| 2005              | Tiger Woods PGA Tour 06                       | GameCube, PlayStation 2, Xbox, Xbox 360                                                    |
| 2005              | From Russia with Love                         | GameCube, PlayStation 2, Xbox, PlayStation Portable                                        |
| 2006              | The Godfather                                 | Microsoft Windows, PlayStation 2, Xbox, PlayStation Portable, Xbox 360, PlayStation 3, Wii |
| 2006              | Tiger Woods PGA Tour 07                       | Microsoft Windows, PlayStation 2, Xbox, Xbox 360, PlayStation 3, Wii                       |
| 2007              | The Sims 2: Pets                              | GameCube, PlayStation 2, PlayStation Portable, Wii                                         |
| 2007              | MySims                                        | Wii, Microsoft Windows                                                                     |
| 2007              | The Sims 2: Castaway                          | Wii, PlayStation 2, PlayStation Portable                                                   |
| 2007              | The Simpsons Game                             | PlayStation 2, PlayStation 3, PlayStation Portable, Wii, Xbox 360                          |
| 2008              | The Sims Carnival                             | Microsoft Windows                                                                          |
| 2008              | The Sims 2: Apartment Life                    | Microsoft Windows                                                                          |
| 2008              | Dead Space                                    | Microsoft Windows, PlayStation 3, Xbox 360                                                 |
| 2008              | MySims Kingdom                                | Wii                                                                                        |
| 2009              | MySims Party                                  | Wii                                                                                        |
| 2009              | The Godfather II                              | Microsoft Windows, PlayStation 3, Xbox 360                                                 |
| Visceral Games    |                                               |                                                                                            |
| 2009              | Dead Space: Extraction                        | PlayStation 3, Wii                                                                         |
| 2009              | MySims Agents                                 | Wii                                                                                        |
| 2010              | Dante's Inferno                               | PlayStation 3, Xbox 360                                                                    |
| 2010              | The Sims 3: Ambitions                         | Microsoft Windows, OS X                                                                    |
| 2011              | Dead Space 2                                  | Microsoft Windows, PlayStation 3, Xbox 360                                                 |
| 2013              | Dead Space 3                                  | Microsoft Windows, PlayStation 3, Xbox 360                                                 |
| 2013              | Battlefield 3: End Game                       | Microsoft Windows, PlayStation 3, Xbox 360                                                 |
| 2013              | Army of Two: The Devil's Cartel               | PlayStation 3, Xbox 360                                                                    |
| 2015              | Battlefield Hardline                          | Microsoft Windows, PlayStation 3, PlayStation 4, Xbox 360, Xbox One                        |